# Nirgilis
NIRGILIS ([ニルギリスNirugirisu] Erro: {{japonês}}: o texto tem marcação itálica (ajuda)), é uma banda japonesa formada em 1993 por Moyo Satake e Takeshi Ito. Acchu Iwata, Minoru Kurihara, e Yuki Inadera que juntou-se em  1995. 

## Descrição
O tecladista Moyo Satake e o guitarrista Kohki Ito formaram a banda em 1993 quando ambos estudavam na Universidade Kinki. A dupla passou por 20 membros antes de decidir uma programação final. Acchu Iwata, a vocalista se juntou em 1998, logo depois o baixista Minoru Kurihara em 2000, e a baterista Yuki Inadera em 2001.Satake e Ito deixaram o grupo em 2004 e 2007, respectivamente, deixando o grupo sem seus fundadores. O grupo é representado pela gravadora DefSTAR Records, uma subsidiária da Sony Music Entertainment Japan.
Em Dezembro de 2002, o grupo lançou seu primeiro single "Thunder". Em 2003, foram lançado mais dois singles, "Thunder" e "Odoremi/secret". O primeiro álbum do grupo, intitulado de Tennis, foi lançado em 30 de abril do mesmo ano. A canção "Schneider at midnight" foi lançada em 18 de setembro, tornando-o o último lançamento do ano.
Em 2006,a banda assinou com a gravadora DefSTAR. A canção "Mairebo", foi o único lançamento em 2005. Em 29 de janeiro de 2006, os episódios do anime Eureka Seven começou a usar o "sakura" como tema de abertura. Em 2006, participou de um Festival da Sony Music, na Estação de Yoyogi, em Tóquio. O grupo foi destaque na estação de rádio ZIP-FM em 05 de agosto de 2006. A série anime D.Gray-man utilizou a canção "Snow Kiss" que aparece como o primeiro tema de encerramento. A canção "24 Searchlights" foi lançada em 14 de junho e foi seguido o álbum BOY, lançado no dia 28.
Em 2007, a banda lançou GIRL, o único álbum em 2007. Em setembro de 2007, Takeshi Ito se retira da banda.
Em 21 de novembro,a canção "Brand New Day" torna-se o primeiro lançamento do grupo, sem a participção de seus membros fundadores.
Em 2008, a banda viajou para os Estados Unidos para realizar a convenção do Anime Matsuri, em Houston, Texas. Coincidindo com o dia de abertura, o álbum ChkChkChk, lançado em 21 de março.Recentemente apresentaram no Anime Expo seus sucessos misturando muita música e dança.

## Discografia
Álbuns Em Estúdios:
- 2003: Tennis (テニス)
- 2004: new standard (ニュースタンダード)
- 2006: BOY
- 2007: GIRL
- 2008: ChkChkChk (チックチックチック, Chikkuchikkuchikku)
- 2009: "RGB"

Singles:
- 2002: "Soprano" (ソプラノ)
- 2003: "Thunder" (サンダー)
- 2003: "Odoremi/secret" (オドレミ / 秘密)
- 2003: "Schneider at midnight" (真夜中のシュナイダー)
- 2004: "KING / ice skating for life / LEMON" (ＫＩＮＧ／アイススケート・フォー・ライフ／ＬＥＭＯＮ)
- 2004: "Odoremi HERBEST MOON Remix e.p." (オドレミ　ＨＥＲＢＥＳＴ　ＭＯＯＮ　Ｒｅｍｉｘ　ｅ．ｐ．)
- 2005: "Mairebo" (マイレボ)
- 2006: "sakura"
- 2006: "24 Searchlights" (24サーチライト)
- 2006: "SNOW KISS"
- 2007: "Update" (アップデート)
- 2007: "Brand New Day"
- 2009: "kiseki"
- 2011: "Shiny Shiny"